# Kummajärvi (Karesuando socken, Lappland, 759154-177963)
Kummajärvi är en sjö i Kiruna kommun i Lappland och ingår i Torneälvens huvudavrinningsområde.